# رمية
رمية قرية فلسطينية غير معترف بها في الجليل الأعلى في شمال إسرائيل، تقع ضمن الحدود البلدية لكرمئيل المقامة على أراضيها. استقرت فيها بضع عائلات من البدو منذ ما قبل النكبة.
تعاني القرية كبقية القرى غير المعترف بها بغياب الخدمات الأساسية كالماء والكهرباء والطرق المعبدة، كما ويعيش سكانها تحت تهديد التهجير من قبل السلطات الإسرائيلية.